# Henry Wells
Henry Wells (Thetford, Estados Unidos, 12 de diciembre de 1805–Glasgow, Escocia, 10 de diciembre de 1878) fue un empresario estadounidense, más conocido por ser uno de los fundadores de American Express Company y Wells Fargo & Company.